# Рівнокоробочник Голта
Рівнокоробочник Голта (Isothecium holtii) — вид мохів порядку гіпнобрієвих (Hypnales).

## Поширення
Ареал охоплює такі частини світу: Європа.